# Max Clos
Pour les articles homonymes, voir Clos.
Max Clos, né le 6 janvier 1924 à Ludwigshafen en Allemagne et mort le 9 mars 2002 dans le 9e arrondissement de Paris, est un journaliste français et l'ancien directeur de la rédaction du Figaro de 1975 à 1988, avant de prendre le Bloc-Notes du quotidien. 

## Récompenses
- 1962 : Prix Albert-Londres

## Publications
- L'Année du singe (avec Pierre Bois en 1969)
- La Revanche des deux vaincus : Allemagne-Japon (avec Yves Cuau en 1970).